# Chính phủ Lào thứ 9
Chính phủ thứ 9 của Cộng hòa Dân chủ Nhân dân Lào đã được Kỳ họp thứ nhất, Quốc hội khóa IX bầu ra vào ngày 22 tháng 3 năm 2021.

## Thành viên Chính phủ
| Thủ tướng                                          | Phankham Viphavanh      |  | 22/3/2021-nay |
| Phó Thủ tướng kiêm Bộ trưởng Bộ Quốc phòng         | Chansamone Chanyalath   |  | 22/3/2021-nay |
| Phó Thủ tướng kiêm Bộ trưởng Bộ Kế hoạch và Đầu tư | Sonexay Siphandone      |  | 22/3/2021-nay |
| Phó Thủ tướng                                      | Kikeo Khaykhamphithoune |  | 22/3/2021-nay |
| Bộ trưởng Bộ Công an                               | Vilay Lakhamfong        |  | 22/3/2021-nay |
| Bộ trưởng Bộ Ngoại giao                            | Saleumxay Kommasith     |  | 22/3/2021-nay |
| Bộ trưởng Bộ Công Thương                           | Khampheng Xaysompheng   |  | 22/3/2021-nay |
| Bộ trưởng, Chủ nhiệm Văn phòng Phủ Thủ tướng Lào   | Khamchen Vongphosy      |  | 22/3/2021-nay |
| Bộ trưởng Bộ Công nghệ và Viễn thông               | Boviengkham Vongdara    |  | 22/3/2021-nay |
| Bộ trưởng Bộ Nông Lâm nghiệp                       | Phet Phomphiphak        |  | 22/3/2021-nay |
| Bộ trưởng Bộ Tài nguyên và Môi trường              | Bounkham Vorachit       |  | 22/3/2021-nay |
| Thống đốc Ngân hàng Nhà nước                       | Sonexay Sithphaxay      |  | 22/3/2021-nay |
| Bộ trưởng Bộ Lao động và Phúc lợi xã hội           | Baykham Khattiya        |  | 22/3/2021-nay |
| Bộ trưởng Bộ Thông tin, Văn hóa và Du lịch         | Suanesavanh Vignaket    |  | 22/3/2021-nay |
| Bộ trưởng Bộ Tài chính                             | Bounchom Oubonpaseuth   |  | 22/3/2021-nay |
| Bộ trưởng Bộ Công chính và Vận tải                 | Viengsavath Siphandone  |  | 22/3/2021-nay |
| Bộ trưởng Bộ Giáo dục và Thể thao                  | Phouth Simmalavong      |  | 22/3/2021-nay |
| Bộ trưởng Bộ Y tế                                  | Bounfeng Phoummalaysith |  | 22/3/2021-nay |
| Bộ trưởng Bộ Tư pháp                               | Phaivy Siboualipha      |  | 22/3/2021-nay |
| Bộ trưởng Bộ Nội vụ                                | Thongchanh Manixay      |  | 22/3/2021-nay |
| Bộ trưởng Bộ Năng lượng và Mỏ                      | Daovong Phonekeo        |  | 22/3/2021-nay |
| Nguồn:                                             |                         |  |               |

### Liên kết chính
1. ↑  Vaenkeo, Souksakhone (23 tháng 3 năm 2021). “Former PM elected as state president, former vice president elected as PM”. Bản gốc lưu trữ ngày 22 tháng 3 năm 2021. Truy cập ngày 22 tháng 3 năm 2021.
2. ↑  “Thongloun Sisoulith elected as State President”. 22 tháng 3 năm 2021. Truy cập ngày 22 tháng 3 năm 2021.